# Vela als Jocs Olímpics d'estiu de 1900 - ½-1 tona
La competició de vela de ½ a 1 tona va ser una de les proves de vela dels Jocs Olímpics de París de 1900. Aquesta fou la segona categoria més lleugera de totes les disputades en aquestes olimpíades. Es van disputar dues curses, però només una va ser reconeguda pel Comitè Olímpic Internacional la primera d'elles, disputada el 24 de maig de 1900, amb la presència de 30 mariners repartits en 16 embarcacions de 3 nacions diferents.

## Medallistes
| Or                                               | Plata                                                                                     | Bronze                              |
| Scotia Lorne Currie · John Gretton · Linton Hope | Crabe II Jacques Baudrier · Jean Le Bret · Félix Marcotte · William Martin · Jules Valton | Scamasaxe E. Michelet · F. Michelet |

## Resultats
Els handicaps s'afegeixen al temps real de cada vaixell per tal de donar un temps ajustat real. En tenir tots els vaixells el mateix handicap no afecta l'ordre de les curses.
| Posició | Embarcació     | Mariners                                                                 | Nació      | Temps         | Handicap      | Total         |
| ------- | -------------- | ------------------------------------------------------------------------ | ---------- | ------------- | ------------- | ------------- |
| Or      | Scotia         | Lorne Currie John Gretton Linton Hope                                    | Regne Unit | 3h 12' 30"    | 17' 25"       | 3h 29' 45"    |
| Plata   | Crabe II       | Jacques Baudrier Jean Le Bret Félix Marcotte William Martin Jules Valton | França     | 3h 21' 58"    | 17' 25"       | 3h 39' 23"    |
| Bronze  | Scanasaxe      | E. Michelet F. Michelet                                                  | França     | 3h 25' 15"    | 17' 25"       | 3h 42' 40"    |
| 4       | Crabe I        | Jean de Chabannes                                                        | França     | 3h 29' 46"    | 17' 25"       | 3h 47' 11"    |
| 5       | Pierre et Jean | Jean de Constant                                                         | França     | 3h 35' 19"    | 17' 25"       | 3h 52' 44"    |
| 6       | Suzon IV       | Legru                                                                    | França     | 3h 36' 25"    | 17' 25"       | 3h 53' 50"    |
| 7       | Petit-Poucet   | Auguste Dormeuil                                                         | França     | 3h 39' 30"    | 17' 25"       | 3h 56' 55"    |
| 8       | C.V.A.         | Texier I Texier II                                                       | França     | 3h 43' 07"    | 17' 25"       | 4h 00' 32"    |
| 9       | Dick           | Marc Jousset                                                             | França     | 3h 45' 35"    | 17' 25"       | 4h 03' 00"    |
| 10      | Galopin        | Dupland Letot                                                            | França     | 3h 46' 33"    | 17' 25"       | 4h 03' 58"    |
| 11      | Ariette        | Rossollin                                                                | França     | 3h 46' 56v    | 17' 25"       | 4h 04' 21"    |
| 12      | Crocodile      | Jean Le Bret                                                             | França     | 3h 49' 15"    | 17' 25"       | 4h 06' 40"    |
| 13      | Colette        | Albert Glandaz                                                           | França     | 3h 51' ?      | 17' 25"       | 4h 08' ?      |
| 14      | Cinara         | Ganthier                                                                 | França     | 3h 53' ?      | 17' 25"       | 4h 10' ?      |
| —       | Sidi-Fekkar    | Pierre de Boulogne Jonet-Pastré Eugène Laverne Pottier                   | França     | Desqualificat | Desqualificat | Desqualificat |
| —       | Aschenbrödel   | Georg Naue Heinrich Peters Ottokar Weise Martin Wiesner                  | Alemanya   | Desqualificat | Desqualificat | Desqualificat |